# Benvingut Tapis i Bassets
Benvingut Tapis i Bassets (Llagostera, 1895 — 8 de setembre de 1926, Barcelona) fou un dels fundadors de la Cobla Barcelona. Tapis tocava el tible, i era a més professor de la Banda Municipal de Barcelona. Va compondre les sardanes "Carmeta", "Teresina" i "Una pensada".